# 诸闻韵
诸闻韵（1895年—1939年），原名诸文蕴，字汶隐，别署天目山民，浙江孝丰鹤鹿溪人，中国国画家，擅长画墨竹。其弟是同为国画家的诸乐三。

## 生平
诸闻韵是画家吴昌硕的外甥，早年居上海，在吴昌硕家任家庭教师，后成为吴的嫡传弟子。毕业于上海美专，后留校任教，任教授、国画系主任。又任新华艺专国画系主任，昌时艺专教务长，国立艺专中国画科主任。

## 艺术特色
其画工写意花卉、翎毛，间作山水、寿佛，尤长于墨竹画。